# Caucaso Minore
Il Caucaso Minore (in azero Kiçik Qafqaz Dağları, in georgiano მცირე კავკასიონი?, in russo Малый Кавказ?, talvolta tradotto come "Piccolo Caucaso" o "Caucaso Piccolo") è una delle due principali catene montuose del Caucaso, lunga circa 600 km.
Essa corre parallela a quella del Caucaso Maggiore, a una distanza media di circa 100 km a sud e delimita l'altopiano armeno da nord a nord-est. È connessa al Caucaso Maggiore dai monti Likhi, monti Suram e separata da esso dal bassopiano colchico a occidente e dalla depressione del Kura a est. La vetta più alta è il monte Aragats (4094 m) in Armenia; più a sud, lungo il confine con l'Azerbaigian si erge il monte Gamshasar (3724), facente parte della catena secondaria dei monti Mrav. I confini di Georgia, Armenia, Azerbaigian, Iran, e Turchia corrono attraverso la catena, sebbene le sue creste non sempre li definiscano esattamente.